# Olympische Sommerspiele 2012/Kanu – Zweier-Kajak 500 m (Frauen)
Der Kanuwettbewerb im Zweier-Kajak 500 Meter der Frauen bei den Olympischen Spielen 2012 in London wurde am 7. und 9. August 2012 auf dem Dorney Lake ausgetragen. 34 Athletinnen nahmen teil. 
Der Wettbewerb begann mit drei Vorläufen, bei denen sich die jeweils fünf schnellsten Boote, sowie das zeitschnellste sechstplatzierte Boot für das Halbfinale qualifizierten. Im Halbfinale qualifizierten sich die jeweils vier ersten Boote für das Finale A, während die übrigen Kanuten im Finale B an den Start gingen, wo um die Plätze 9 bis 16 gefahren wurde.

## Titelträger
| Olympiasieger | Katalin Kovács / Natasa Janics     | Peking 2008 |
| Weltmeister   | Yvonne Schuring / Viktoria Schwarz | Szeged 2011 |

## Zeitplan
- Vorläufe: 7. August 2012, 10:35 Uhr (Ortszeit)
- Halbfinale: 7. August 2012, 11:51 Uhr (Ortszeit)
- Finale: 9. August 2012, 10:35 Uhr (Ortszeit)

## Vorläufe

### Lauf 1
| Platz | Kanutinnen                         | Nation         | Zeit (min) |
| ----- | ---------------------------------- | -------------- | ---------- |
| 1     | Josefin Nordlöw / Karin Johansson  | Schweden       | 1:44,437   |
| 2     | Natalija Lobowa / Wera Sobetowa    | Russland       | 1:45,710   |
| 3     | Iuliana Paleu / Irina Lauric       | Rumänien       | 1:46,001   |
| 4     | Naomi Flood / Lyndsie Fogarty      | Australien     | 1:46,554   |
| 5     | Abigail Edmonds / Louisa Sawers    | Großbritannien | 1:46,564   |
| 6     | Yulitza Meneses / Dayexi Gandarela | Kuba           | 1:46,587   |

### Lauf 2
| Platz | Kanutinnen                            | Nation      | Zeit (min) |
| ----- | ------------------------------------- | ----------- | ---------- |
| 1     | Wu Yanan / Zhou Yu                    | China       | 1:43,448   |
| 2     | Franziska John / Tina Dietze          | Deutschland | 1:44,195   |
| 3     | Nikolina Moldovan / Olivera Moldovan  | Serbien     | 1:44,335   |
| 4     | Wolha Chudsenka / Maryna Litwintschuk | Belarus     | 1:44,568   |
| 5     | Ivana Kmeťová / Martina Kohlová       | Slowakei    | 1:45,073   |
| 6     | Shinobu Kitamoto / Asumi Ōhmura       | Japan       | 1:47,323   |

### Lauf 3
| Platz | Kanutinnen                         | Nation     | Zeit (min) |
| ----- | ---------------------------------- | ---------- | ---------- |
| 1     | Katalin Kovács / Natasa Janics     | Ungarn     | 1:43,984   |
| 2     | Joana Vasconcelos / Beatriz Gomes  | Portugal   | 1:44,660   |
| 3     | Lisa Carrington / Erin Taylor      | Neuseeland | 1:44,870   |
| 4     | Yvonne Schuring / Viktoria Schwarz | Österreich | 1:46,374   |
| 5     | Karolina Naja / Beata Mikołajczyk  | Polen      | 1:48,271   |

## Halbfinale

### Lauf 1
| Platz | Kanutinnen                            | Nation         | Zeit (min) |
| ----- | ------------------------------------- | -------------- | ---------- |
| 1     | Franziska John / Tina Dietze          | Deutschland    | 1:41,543   |
| 2     | Katalin Kovács / Natasa Janics        | Ungarn         | 1:41,613   |
| 3     | Karolina Naja / Beata Mikołajczyk     | Polen          | 1:41,873   |
| 4     | Lisa Carrington / Erin Taylor         | Neuseeland     | 1:42,764   |
| 5     | Wolha Chudsenka / Maryna Litwintschuk | Belarus        | 1:43,152   |
| 6     | Josefin Nordlöw / Karin Johansson     | Schweden       | 1:44,025   |
| 7     | Abigail Edmonds / Louisa Sawers       | Großbritannien | 1:46,025   |
| 8     | Iuliana Paleu / Irina Lauric          | Rumänien       | 1:49,216   |

### Lauf 2
| Platz | Kanutinnen                           | Nation     | Zeit (min) |
| ----- | ------------------------------------ | ---------- | ---------- |
| 1     | Wu Yanan / Zhou Yu                   | China      | 1:41,863   |
| 2     | Yvonne Schuring / Viktoria Schwarz   | Österreich | 1:42,317   |
| 3     | Joana Vasconcelos / Beatriz Gomes    | Portugal   | 1:43,305   |
| 4     | Nikolina Moldovan / Olivera Moldovan | Serbien    | 1:43,586   |
| 5     | Ivana Kmeťová / Martina Kohlová      | Slowakei   | 1:43,653   |
| 6     | Natalija Lobowa / Wera Sobetowa      | Russland   | 1:44,660   |
| 7     | Naomi Flood / Lyndsie Fogarty        | Australien | 1:45,372   |
| 8     | Yulitza Meneses / Dayexi Gandarela   | Kuba       | 1:51,428   |

## Finale

### Finale B
Anmerkung: Gefahren wurde hier um die Plätze neun bis sechzehn, das heißt, die Siegerinnen des B-Finales aus Belarus wurden insgesamt Neunte usw.
| Platz | Kanutinnen                            | Nation         | Zeit (min) |
| ----- | ------------------------------------- | -------------- | ---------- |
| 1     | Wolha Chudsenka / Maryna Litwintschuk | Belarus        | 1:44,407   |
| 2     | Josefin Nordlöw / Karin Johansson     | Schweden       | 1:45,367   |
| 3     | Abigail Edmonds / Louisa Sawers       | Großbritannien | 1:46,341   |
| 4     | Naomi Flood / Lyndsie Fogarty         | Australien     | 1:47,650   |
| 5     | Ivana Kmeťová / Martina Kohlová       | Slowakei       | 1:47,683   |
| 6     | Yulitza Meneses / Dayexi Gandarela    | Kuba           | 1:50,124   |
| 7     | Natalija Lobowa / Wera Sobetowa       | Russland       | 1:52,277   |
| 8     | Iuliana Paleu / Irina Lauric          | Rumänien       | 1:52,468   |

### Finale A
| Platz | Kanute                               | Nation      | Zeit (min) |
| ----- | ------------------------------------ | ----------- | ---------- |
| 1     | Franziska John / Tina Dietze         | Deutschland | 1:42,213   |
| 2     | Katalin Kovács / Natasa Janics       | Ungarn      | 1:43,278   |
| 3     | Karolina Naja / Beata Mikołajczyk    | Polen       | 1:44,000   |
| 4     | Wu Yanan / Zhou Yu                   | China       | 1:44,136   |
| 5     | Yvonne Schuring / Viktoria Schwarz   | Österreich  | 1:44,785   |
| 6     | Joana Vasconcelos / Beatriz Gomes    | Portugal    | 1:44,924   |
| 7     | Lisa Carrington / Erin Taylor        | Neuseeland  | 1:46,290   |
| 8     | Nikolina Moldovan / Olivera Moldovan | Serbien     | 1:48,941   |